# Marc Lavoine (album, 2001)
Pour les articles homonymes, voir Marc Lavoine (album).
Albums de Marc Lavoine
C'est ça Lavoine
(2001) Olympia deux mille trois
(2003)
Singles
1. Le Pont Mirabeau
Sortie : 25 juin 2001
2. J'ai tout oublié
Sortie : 19 novembre 2001
3. J'aurais voulu
Sortie : 30 avril 2002
4. Je ne veux qu'elle
Sortie : 4 novembre 2002

Marc Lavoine est le huitième album de Marc Lavoine sorti le 8 octobre 2001 en France.

## Historique
L'album est composé de nouvelles chansons et d'anciennes chansons du chanteur enregistrées en duo, comme Chère amie (toutes mes excuses) et Paris. Le succès de Marc Lavoine de 1984, Elle a les yeux revolver, est également inclus en tant que morceau caché dans une nouvelle version plus lente. Mucho embrasse-moi est une reprise de Bésame mucho, dans la version de Dalida mais avec des paroles différentes. Les chanteurs et musiciens des années 1980 Philippe Russo, Alain Lanty et Christophe Deschamps ont participé à l'enregistrement de l'album.
Quatre singles sont extraits de l'album, dont deux atteindront le top 10 du classement français (deux duos de l'album : J'ai tout oublié, avec Cristina Marocco, et Je ne veux qu'elle, avec Claire Keim). J'ai tout oublié est resté 30 semaines dans les charts français dont plusieurs semaines à la première place du classement, permettant à Marc Lavoine d'obtenir son premier single numéro un. Les deux autres singles, Le Pont Mirabeau et J'aurais voulu, ne sont pas parvenus à se classer dans le Top 50, atteignant respectivement les 83e et 54e places.

## Accueil commercial
En France, l'album débute à la 13e place le 13 octobre 2001. Il atteint la 11e place lors de sa dix-neuvième semaine et est resté 70 semaines dans le top 50 et 96 semaines dans le classement au total (top 150). Il a finalement été certifié double disque de platine par le Syndicat national de l'édition phonographique.

## Liste des titres
| No  | Titre                                                      | Paroles                     | Musique              | Durée                |
| --- | ---------------------------------------------------------- | --------------------------- | -------------------- | -------------------- |
| 1.  | Le Pont Mirabeau                                           | Guillaume Apollinaire       | Marc Lavoine         | 3:21                 |
| 2.  | Passent les nuages                                         | Jacques Duvall              | Frédéric Momont      | 3:42                 |
| 3.  | J'aurais voulu                                             | Marc Esposito, Marc Lavoine | Bedřich Smetana      | 4:22                 |
| 4.  | Je ne veux qu'elle (duo avec Claire Keim)                  | J. Kapler, Marc Lavoine     | J. Kapler            | 3:59                 |
| 5.  | Mucho embrasse-moi (Titre original : Bésame mucho)         | Consuelo Velázquez          | Consuelo Velázquez   | 4:17                 |
| 6.  | Chère amie (Toutes mes excuses) (duo avec Françoise Hardy) | Marc Lavoine                | Fabrice Aboulker     | 3:33                 |
| 7.  | N'oublie jamais                                            | Marc Lavoine                | Romano Musumarra     | 4:08                 |
| 8.  | Paris (duo avec Souad Massi)                               | Marc Lavoine                | Fabrice Aboulker     | 5:03                 |
| 9.  | Deux guitares au soleil                                    | Marc Lavoine                | Romano Musumarra     | 4:41                 |
| 10. | Ma jonque est jaune                                        | Jean Fauque                 | Marc Lavoine         | 3:28                 |
| 11. | J'ai tout oublié (duo avec Cristina Marocco)               | Marc Lavoine                | Georges Lunghini     | 4:05                 |
| 12. | Ma solitude.com (12a)                                      | Marc Lavoine                | Richard Mortier      | 2:45 (Total : 10:16) |
| 13. | Elle a les yeux revolver (chanson cachée (12b))            | Marc Lavoine                | Fabrice Aboulker     | 4:21 (à 5:55)        |
| 14. | [réf. nécessaire]Dis-moi que l'amour (duo avec Bambou)     | Marc Lavoine                | Jean-François Berger | 3:18                 |

## Crédits
| Musiciens - Batterie : Christophe Deschamps (pistes 1,2,9), Régis Ceccarelli (piste 7) - Basse : Laurent Vernerey (pistes 1,2,4,9) - Piano : Jean-François Berger (pistes 1,10), Alain Lanty (piste 5,6) - Claviers : Jean-François Berger (pistes 1,5,8) - Guitare : Jean-François Berger (pistes 1,5), Victor (piste 3), Jean-François Kellner (piste 8), Dominic Miller (piste 9) - Guitare acoustique : Franck Amseli (piste 2), Hugh Burns (piste 4), Jean-Pierre Bucolo (piste 10) - Guitare électrique : Philippe Russo (pistes 2,4), Victor (pistes 2,10) - Programmations : Jean-François Berger (pistes 1,2,5,8,10,11), François Delabrière (pistes 2,8), Mathew Vaughan (pistes 3–5,9-11) - Chœurs : Marc Lavoine (pistes 1,2), Claire Keim (pistes 2,11) - Dobro : Jean-Pierre Bucolo (piste 4) - Trompette : Jean-François Berger (piste 5) - Premier violon : Gavyn Wright (pistes 1,9,11), Perry Montague-Mason (pistes 2–5,10), Christophe Guiot (pistes 6,7) - Percussion : Rabah Kahlfa (piste 8) - Double basse : Rémi Vignolo (piste 7) - Oud : Ahmed Djouhri (piste 8) - Accordéon : Jean-François Berger (piste 8) - Arrangements : Souad Massi (piste 8) - Flûte : Michel Gaucher (piste 9) - Bugle : Christian Martinez (piste 9) - Melotron : Jean-François Berger (piste 12) | Enregistrement - Ingénieur du son : François Delabrière - Mixage : François Delabrière au studio Mega - Masterisé par Ian Cooper au Metropolis Mastering, Londres - Arrangements des cordes et chef d'orchestre : Jean-François Berger - Réalisé par François Delabrière, Jean-François Berger et Marc Lavoine - Contracteurs des cordes : Isobel Griffiths (pistes 1–5, 9–11), Christophe Guiot (pistes 6,7) - Direction artistique : Egidio Alves Martins - Assistant : Thomas Sandoval |

## Classements et certifications
| Classement (2001–03)             | Meilleure position |
| -------------------------------- | ------------------ |
| Belgique (Wallonie Ultratop)     | 11                 |
| Europe (European Top 100 Albums) | 89                 |
| France (SNEP)                    | 11                 |
| Suisse (Schweizer Hitparade)     | 62                 |

| Classement (2001)            | Position |
| ---------------------------- | -------- |
| France (SNEP)                | 81       |
| Classement (2002)            | Position |
| Belgique (Wallonie Ultratop) | 34       |
| France (SNEP)                | 26       |
| Classement (2003)            | Position |
| Belgique (Wallonie Ultratop) | 69       |
| France (SNEP)                | 44       |

### Certifications
| Pays          | Année | Ventes  | Certification |
| ------------- | ----- | ------- | ------------- |
| France (SNEP) | 2001  | 100 000 | Or            |
| France (SNEP) | 2003  | 600 000 | 2 × Platine   |